# FNN東海テレビスピーク
『FNN東海テレビスピーク』（エフエヌエヌとうかいテレビスピーク）は、1987年10月1日から2018年4月1日まで東海テレビで放送されていた昼のニュース番組。フジテレビ系『FNNスピーク』の中京ローカルパートである（「協力：中日新聞」のクレジット表示は行なわれない）。

## 放送時間
| 期間      | 期間      | 放送時間（JST）       | 放送時間（JST）       | 放送時間（JST）       |
| 期間      | 期間      | 月曜日-金曜日         | 土曜日                | 日曜日                |
| --------- | --------- | --------------------- | --------------------- | --------------------- |
| 1987.10.1 | 1992.3.27 | 11:30 - 11:55（25分） | （放送なし）          | （放送なし）          |
| 1992.3.30 | 1999.3.27 | 11:30 - 11:55（25分） | 11:30 - 11:55（25分） | （放送なし）          |
| 1999.3.29 | 2002.9.28 | 11:30 - 11:55（25分） | 11:30 - 11:40（10分） | （放送なし）          |
| 2002.9.30 | 2014.3.31 | 11:30 - 11:55（25分） | 11:45 - 11:56（11分） | （放送なし）          |
| 2014.4.1  | 2016.3.26 | 11:30 - 11:52（22分） | 11:45 - 11:56（11分） | （放送なし）          |
| 2016.3.28 | 2018.4.1  | 11:30 - 11:52（22分） | 11:50 - 12:00（10分） | 11:50 - 12:00（10分） |

## タイムテーブル
平日版
2014年3月31日まで
- 11:30:00 全国ニュース（フジテレビ発の昼の全国ネットニュース『FNNスピーク』をネット）
- 11:46:45 CM
- 11:47:45 東海地方のニュース（4項目）（週2 - 3回スポンサー表示）
- 11:51:15 CM
- 11:52:45 エンディング（週2 - 3回スポンサー表示）

土曜版
- 11:45:00 全国ニュース（スポンサー表示・『FNNスピーク』のフジテレビ版を放送）
- 11:52:45 CM
- 11:53:45 東海地方のニュース（2項目）
- 11:55:20 エンディング（スポンサー表示）

## キャスターとその出演体制
- 昼のニュースのローカルパートであるが故、東海テレビの現職アナウンサーが日替わり担当してニュースを伝える。（勿論、勤務当時を含む。）しかし、曜日によってはスポンサーが表示される日があるものの、担当のアナウンサーが登場する際にアナウンサーの氏名テロップが表示されない。今でこそ、ニュースの項目にタイトルが表示されるようになったものの、番組初期の頃はアナウンサーの氏名を表示する前に右下にローカルスポンサーを表示していたものの、ニュースを伝える際に項目タイトルが表示されない時期があった。

## 番組のエンディングクレジットの変遷状況
- 初代のタイトルロゴが使われていた時代には、ブルーバックで「FNNスピーク 終 東海テレビ」と表示。BGMは、『FNNニュースレポート11:30』で使われていたものを1991年3月29日放送分まで使用していた（福井テレビも同様に11:30のBGMを使用していた）。
- 2代目のタイトルロゴが使われていた時代には、当時の『中日新聞テレビ日曜夕刊』と同じアニメとBGM（ただし、背景はブルーバック）を使用し、「東海テレビ FNNスピーク 終」と表示していた。
- 3代目のタイトルロゴが使われていた時代には、平日放送版と土曜放送版とでその趣向が分かれていた。
  - 平日放送版では2代目のタイトルロゴ時代と同じものが使われていたが、提供クレジットをブルーバックでCMを15秒間流して、BGMはフジテレビ放送版のエンディングBGMを5秒間にしたものを使用していた。
  - 土曜放送版では背景をCGにして、フジテレビと同じ物を流していた。
- 4代目のタイトルロゴが使われていた時代においても平日放送版と土曜放送版とでその趣向が分かれていたが、ともに "END" の表記が右下に移動しないでそのまま中央に表示される形を5秒で流していた。
  - 平日は提供クレジットをブルーバックでCMを15秒間流して、背景をCGにフジテレビと同じものを5秒間流していた。
  - 土曜日は背景をCGにしてフジテレビと同じ物を流していた。
- 5代目のタイトルロゴが使われている現在では4代目のタイトルロゴをベースとし、平日放送版と土曜放送版ともに背景をCGにしてカラーリングも■水色系から■朱色系へと変更している。また、提供クレジットとエンディングを15秒間で流している（BGMは5秒間）。　
  - ただし、ノンスポンサーである場合には提供クレジットは省略して、エンディングをBGMに合わせて5秒間流している。
  - なお、エンディングBGMは土曜日のED（2012年3月31日までは全国ネットパートでの提供読み）の部分が流されている。